# Данмари (Горња Рајна)
Данмари (фр. Dannemarie) насеље је и општина у источној Француској у региону Алзас, у департману Горња Рајна која припада префектури Алткирх.
По подацима из 2011. године у општини је живело 2326 становника, а густина насељености је износила 534,71 становника/km². Општина се простире на површини од 4,35 km². Налази се на средњој надморској висини од 315 метара (максималној 354 m, а минималној 296 m).

## Демографија
| 1962. | 1968. | 1975. | 1982. | 1990. | 1999. | 2011. |
| ----- | ----- | ----- | ----- | ----- | ----- | ----- |
| 1.380 | 1.702 | 1.965 | 1.939 | 1.820 | 1.988 | 2.326 |

График промене броја становника у току последњих година